# Meldrøjer
Meldrøjer eller meldrøje (Claviceps purpurea) er en svampeart, der er knyttet til korn- og græsarter (først og fremmest Rug (Secale) og Rajgræs (Lolium), hvis nydannede kerner den angriber og fortærer. På tidspunktet ved kornets modning danner svampen en hvileform (et sklerotie), der kan ligne et lidt forstørret, bananformet og sort korn. Da sklerotiet har samme størrelse og vægt som de ægte frø, passerede det tidligere gennem alle rensemetoder og blev formalet sammen med frøene. Det modne sklerotie forbliver i hviletilstanden, indtil der opstår passende forhold (varme, nedbør osv.). Derefter spirer det og danner mange små, paddehatteagtige frugtlegemer. På dem dannes der trådagtige sporer, der frigives, netop når den rette græsart blomstrer. Angrebet medfører udbyttetab og nedsat kvalitet i hø, ensilage og korn. Hvis det smittede korn eller græs bruges som husdyrfoder, bliver dyrene syge.

## Biokemiske virkninger
Førhen anså man de sorte sklerotier for at være en art "ekstrakorn", som drøjede melet, sådan at man kunne havde mad i en længere periode. Hvad man overså, var at mel med meldrøjer i fremkalder sygdommen ergotisme (navnet skyldes, at meldrøjer kaldes ergot på flere sprog). Den skyldes virkningen af meldrøjer-alkaloider, først og fremmest ergotamin, på blodkredsløbet: Årerne trækker sig sammen, og blodforsyningen til især lemmerne hæmmes kraftigt. Det fører til smerter og kramper, eventuelt også senere til koldbrand og henfald af lemmerne. I nervesystemet virker meldrøjeralkaloiderne sådan, at der opstår hallucinationer og en følelse af at blive brændt (deraf navnet Skt. Antonius' ild). Ofte opstår der utilregnelighed og i værste fald fører forgiftningen til døden.

## Meldrøjer i historien
Meldrøjeren har trukket lange spor op gennem historien. I året 994 døde der f.eks. omkring 40.000 personer i Sydfrankrig af meldrøjer i kornet. Desuden har man ment, at svampen svækkede personer, så de lettere fik spedalskhed, hvis symptomer kan ligne svampeforgiftningen meget. Så meget endda, at man har mistanke om, at mange påståede tilfælde af spedalskhed kan have været meldrøjerforgiftning.
Grauballemanden indeholdt sådanne mængder af sporer af meldrøjer, at han må have befundet sig i koma, da han blev dræbt. Det er uklart, om han fik serveret meldrøjer-inficeret mad i den hensigt at skåne ham for at være bevidst under henrettelsen, eller om hele det landsbysamfund han levede i, var forgiftet af meldrøjer, og dermed kan være gået løs på ham som en følge af hallucinationer. 
Ifølge Snorre døde den norske konge Magnus Haraldsson 2. i 1069 af ringorm, men i dag menes det mere sandsynligt, at dødsårsagen var meldrøjerforgiftning. 

## Meldrøjer og LSD
I vor tid er meldrøjeren blevet kendt som den svamp, hvor man først isolerede stoffet lyserginsyre-diætylamid (LSD). Den indeholder imidlertid ikke den egentlige LSD, men derimod stoffet ergotamin, der bruges i fremstillingen af lyserginsyre, som er analog til og et mellemled i fremstillingen af LSD. Desuden indeholder meldrøjersklerotierne fra naturen selv en vis, omend mindre mængde af lyserginsyre.

## Eksterne links
- Claviceps purpurea (norsk)
- Dinos Got High, Oldest Grass Fungus Fossil Hints. Livescience